# أندرياس باش
أندرياس باش (بالألمانية: Andreas Bach)‏ (و. 1968  م) هو راكب دراجة هوائية من ألمانيا، وألمانيا الشرقية، ولد في إرفورت.

## روابط خارجية
- أندرياس باش على موقع أرشيف الدراجات (الإنجليزية)
- أندرياس باش على موقع إحصائيات الدراجات الإحترافية (الإنجليزية)